# Idrissa Sylla
Idrissa Sylla (ur. 3 grudnia 1990 w Konakry) – gwinejski piłkarz grający na pozycji napastnika. Od 2016 jest zawodnikiem klubu Queens Park Rangers.

## Kariera klubowa
Swoją karierę piłkarską Sylla rozpoczął w klubie Le Mans FC. W latach 2008–2010 grał w rezerwach tego klubu. W sezonie 2010/2011 był wypożyczony do SC Bastia, z którym wywalczył awans z Championnat National do Ligue 2. W 2011 wrócił do Le Mans. 5 sierpnia 2011 zadebiutował w nim w przegranym 0:1 domowym meczu z Tours FC. W Le Mans występował do końca sezonu 2012/2013.
Latem 2013 roku Sylla został zawodnikiem SV Zulte Waregem. Zadebiutował w nim 15 września 2013 w przegranym 2:5 domowym meczu z KRC Genk. Był podstawowym zawodnikiem Zulte Waregem.
W 2015 roku Sylla przeszedł do RSC Anderlecht. Zadebiutował w nim 26 lipca 2015 w wygranym 3:2 domowym meczu z Waasland-Beveren, w którym strzelił gola.
Latem 2016 przeszedł do Queens Park Rangers.
| Sezon   | Klub                | Kraj    | Rozgrywki            | Mecze | Bramki |
| ------- | ------------------- | ------- | -------------------- | ----- | ------ |
| 2008/09 | Le Mans UC72 B      | Francja | CFA                  | 14    | 2      |
| 2009/10 | Le Mans UC72 B      | Francja | CFA                  | 24    | 7      |
| 2010/11 | SC Bastia           | Francja | Championnat National | 27    | 7      |
| 2010/11 | SC Bastia B         | Francja | CFA                  | 11    | 3      |
| 2011/12 | Le Mans FC          | Francja | Ligue 2              | 25    | 9      |
| 2012/13 | Le Mans FC          | Francja | Ligue 2              | 27    | 5      |
| 2013/14 | SV Zulte Waregem    | Belgia  | Eerste klasse        | 27    | 9      |
| 2014/15 | SV Zulte Waregem    | Belgia  | Eerste klasse        | 20    | 5      |
| 2014/15 | RSC Anderlecht      | Belgia  | Eerste klasse        | 0     | 0      |
| 2015/16 | RSC Anderlecht      | Belgia  | Eerste klasse        | 30    | 7      |
| 2016/17 | RSC Anderlecht      | Belgia  | Eerste klasse        | 4     | 2      |
| 2016/17 | Queens Park Rangers | Anglia  | Championship         |       |        |

## Kariera reprezentacyjna
W reprezentacji Gwinei Sylla zadebiutował 29 lutego 2012 roku w zremisowanym 0:0 towarzyskim meczu z Wybrzeżem Kości Słoniowej, rozegranym w Abidżanie.